# 게바역
게바역(일본어: 下馬駅, げばえき)은 일본 미야기현 다가조시에 있는, 동일본 여객철도의 철도역이다.

## 역 구조
상대식 2면 2선 구조의 지상역이다.

### 승강장
| 1 | ■ 센세키 선(하행) | 혼시오가마·마쓰시마카이간·다카기마치 방면 |
| 2 | ■ 센세키 선(상행) | 다가조·센다이·아오바도리 방면             |

## 역세권 정보
- 시오가마역(도호쿠 본선)
- 국도 제45호선

## 역사
- 1932년 8월 1일: 미야기 전기 철도(ja)의 전철역으로 영업 개시.
- 1944년 5월 1일: 국유화.
- 1987년 4월 1일: 민영화에 따라 동일본 여객철도의 소속이 되었다.
- 2003년 10월 26일: 스이카 도입.

## 인접역
| 동일본 여객철도 ■ 센세키 선 | 동일본 여객철도 ■ 센세키 선 | 동일본 여객철도 ■ 센세키 선  |
| --------------------------- | --------------------------- | ---------------------------- |
| 다가조 아오바도리 방면      | ■ 보통                      | 니시시오가마 다카기마치 방면 |